# Ses
Ses és una pel·lícula turca de 1986 dirigida per Zeki Ökten i protagonitzada per Tarık Akan i Nur Sürer.

## Sinopsi
El jove Tarık és empresonat per motius polítics. Després de sis anys entre quatre parets, té el braç paralitzat a causa de les tortures que hi ha patit. Un cop alliberat, s'instal·la a una ciutat costanera, on coneix una dona anomenada Sermin, que està de vacances amb la seva mare. Influenciat per la personalitat misteriosa de Tarık, Sermin es fa amicseu. Tarık, que surt a sopar amb Sermin un vespre, sent una veu que pertany a l'home que el va torturar. Vol estar segur de a qui pertany la veu, comença a seguir l'home.

## Repartiment
- Tarik Akan - Tarik (veu. Engin Şenkan)
- Nur Sürer - Serpil (veu. Aliye Uzunatağan)
- Güler Ökten - Yurdanur
- Kamran Usluer - El pare d'Ayşe
- Kamuran Yüce - Enis
- Orhan Çağman - Sadık Reis (veu. Müşfik Kenter)
- Yavuzer Cetinkaya - Jesús
- Ali Erdemirci - Ali
- Ebru Oğuz - Ayşe
- Erol Ozkok - Erol
- Isik Aras - mare d'Ayşe
- Nuray Oğuz - La dona d'Erol